# كأس أبطال اليورو
كأس أبطال اليورو هي بطولة سنوية لرياضة كرة القدم الشاطئية تلعب بين الأندية الأوروبية وينظمها منظمة كرة الشاطئ العالمية.تأسست البطولة في أكتوبر 2012.